# Griffin, Indiana
Griffin är en ort i Posey County i delstaten Indiana, USA.